# Jaguarari
Jaguarari este un oraș în statul Bahia (BA) din Brazilia.